# Spojení linek 3bis a 7bis pařížského metra

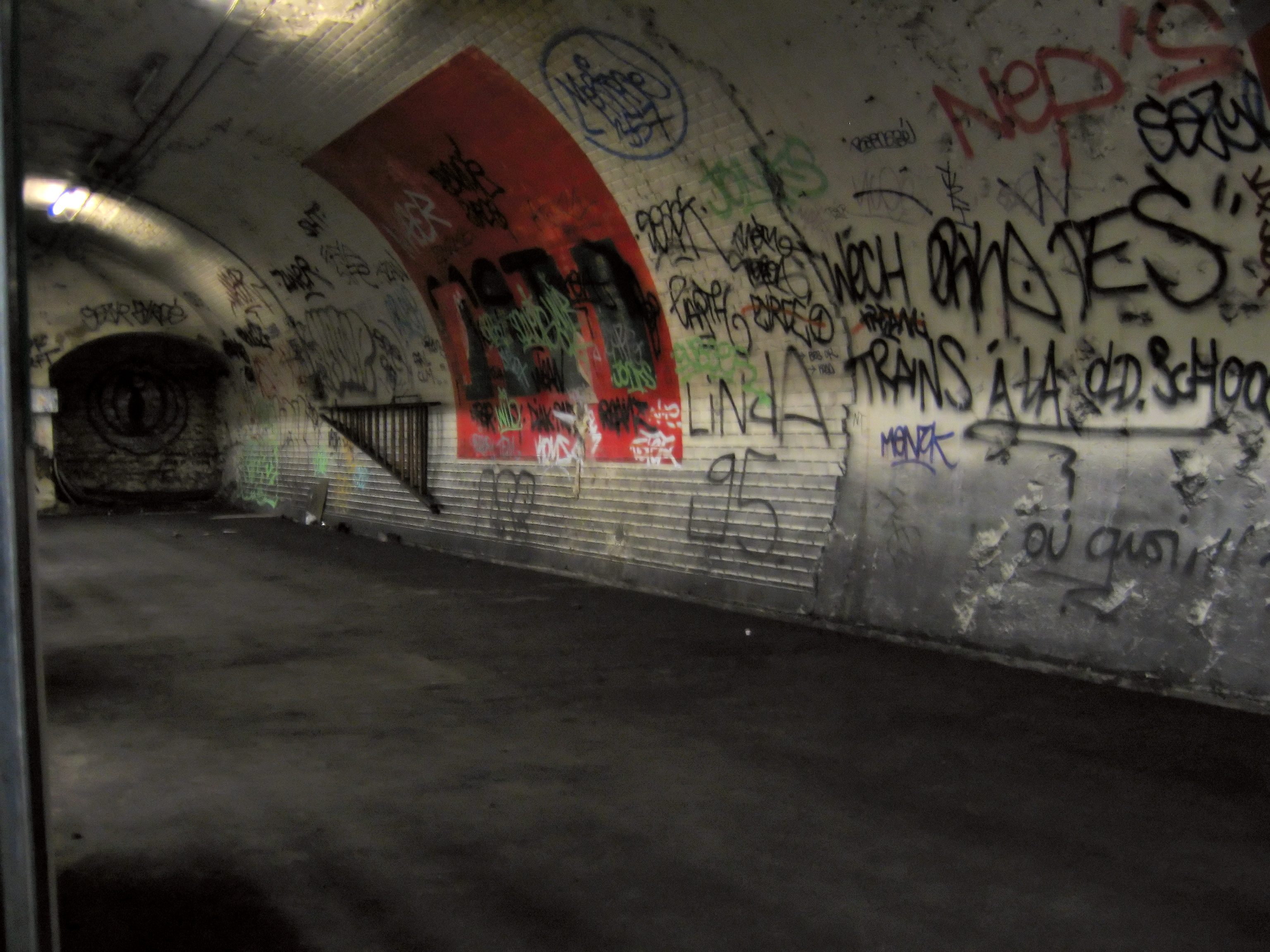
Nikdy neotevřená stanice Haxo

Spojení linek 3bis a 7bis je zamýšlený projekt pro vznik nové linky pařížského metra v 10., 19. a 20. obvodu ve východní části Paříže. Měla by vzniknout propojením existujících linek 3bis a 7bis s následným prodloužením do stanice Château-Landon. V rámci nové linky by mělo dojít též ke zprovoznění uzavřené stanice Haxo a uzavřeného nástupiště ve stanici Porte des Lilas. Protože by se jednalo o novou samostatnou linku, obdrží vlastní číslo. Také ještě není stanoveno, jakou barvou bude linka značená v systému MHD.

## Historie dotyčných linek
Jako první byla 18. ledna 1911 otevřena boční větev na lince 7 mezi stanicemi Louis Blanc a Pré Saint-Gervais. O deset let později, 27. listopadu 1921, došlo k prodloužení linky 3 mezi stanicemi Gambetta a Porte des Lilas. V letech 1921–1939 a 1952–1956 byly postaveny tunely mezi stanicemi Porte des Lilas a Pré Saint-Gervais.
3. prosince 1967 vzhledem k velké nerovnováze mezi oběma větvemi linky 7 v množství přepravovaných osob, byla z úseku Louis Blanc ↔ Pré Saint-Gervais vytvořena nezávislá linka 7bis. Taktéž 2. dubna 1971 v důsledku prodloužení linky 3 do stanice Gallieni se větev Gambetta ↔ Porte des Lilas osamostatnila jako linka 3bis.

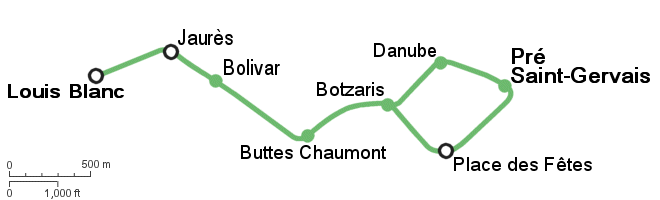
Linka 7bis
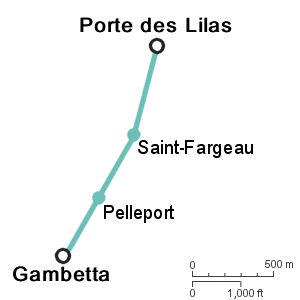
Linka 3bis

## Budoucnost
Sloučení linek 3bis a 7bis bylo původně navrženo do 1. fáze plánu rozvoje sítě metra, tj. na léta 2007–2013. Toto spojení by využilo stávající tunely využívané dosud jen k vnitřní potřebě a rovněž postavenou a pro veřejnost nikdy neotevřenou stanici Haxo. Kromě toho bylo do tohoto plánu zahrnuto i prodloužení linky až do stanice Château-Landon. Zřízení této části bude ale nejnákladnější částí celé stavby. Bude třeba prorazit nový tunel jižně od stanice Louis Blanc. Celková délka linky by měla po dokončení činit zhruba 5 km, byla by tak nejkratší linkou v Paříži. V roce 2013 byl ale projekt odložen s výhledem dokončení v roce 2030.

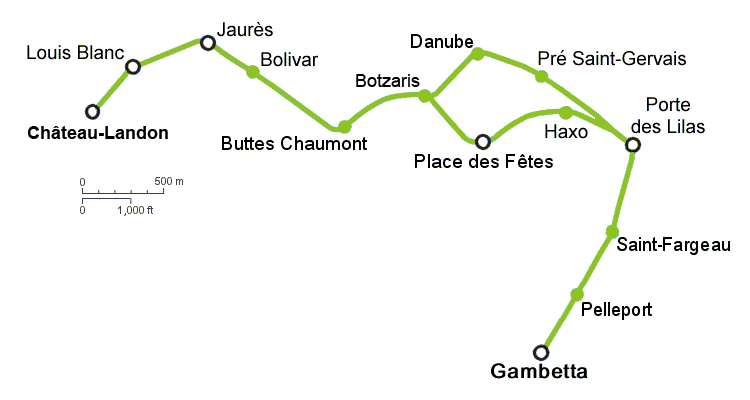
Geograficky přesná trasa budoucí linky

## Seznam možných stanic
Řazeno od východu na západ:
- Château-Landon
- Louis Blanc
- Jaurès
- Bolivar
- Buttes Chaumont
- Botzaris

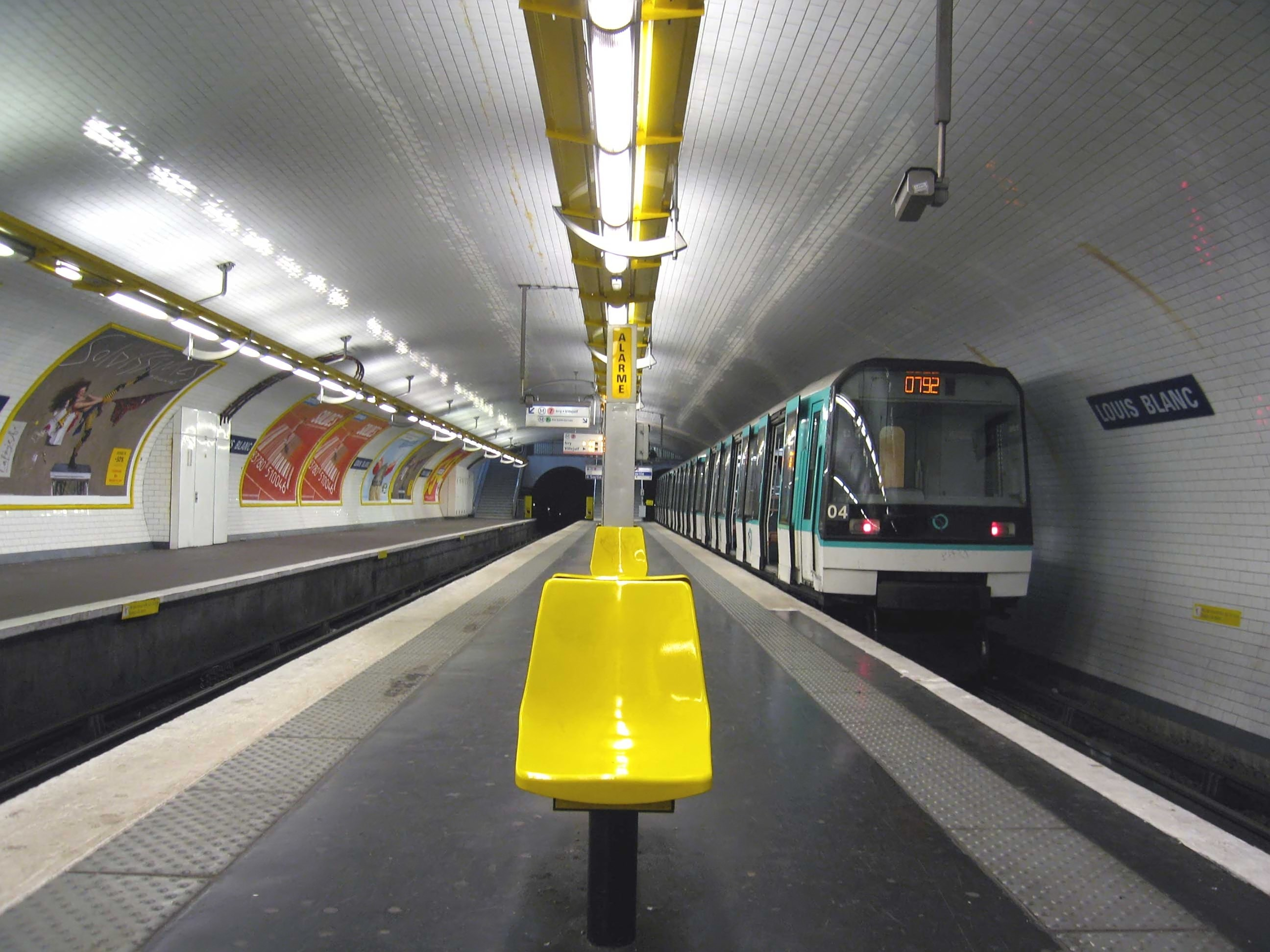
Nástupiště stanice Louis Blanc

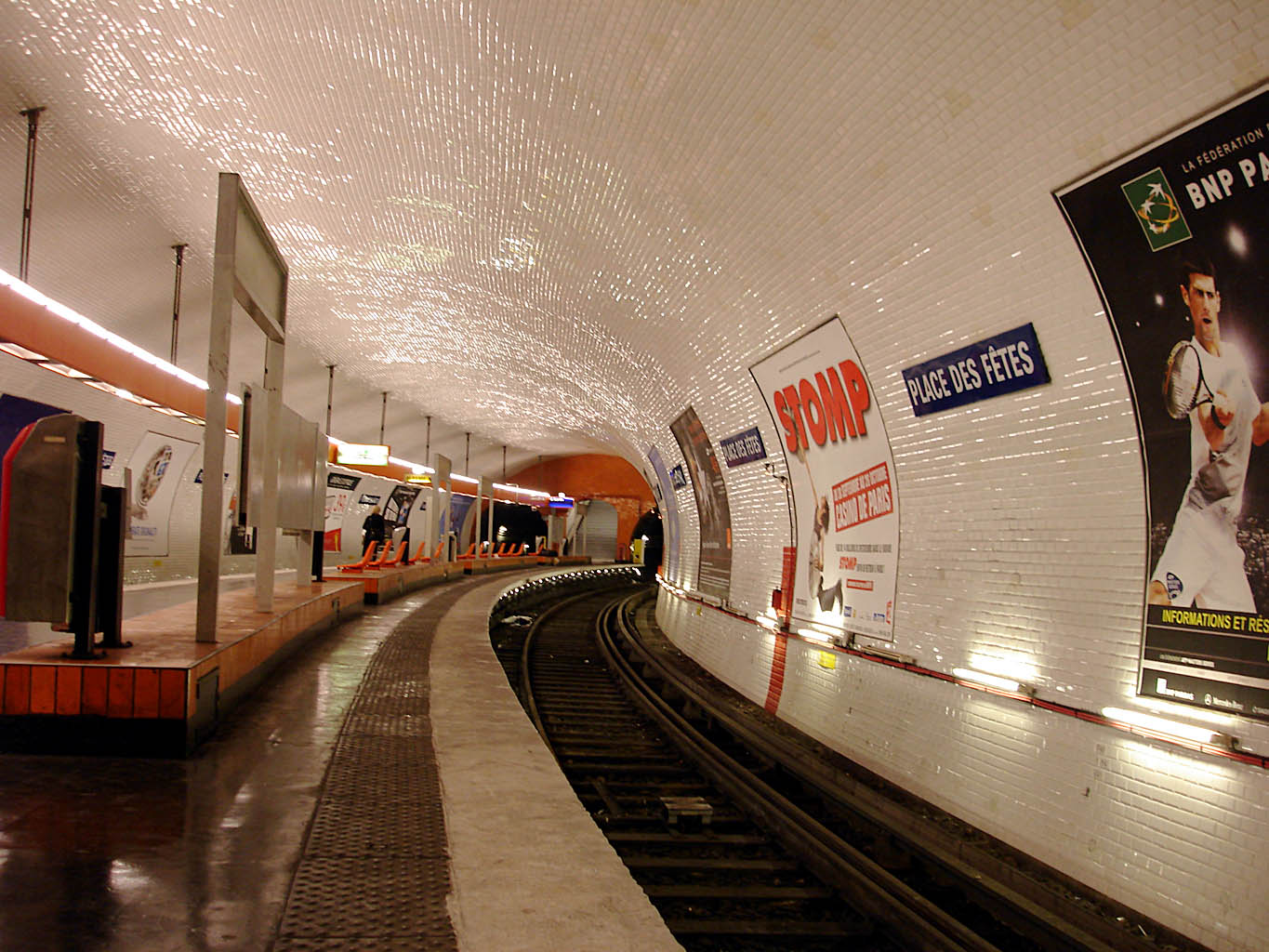
Nástupiště stanice Place des Fêtes

Zde se linka rozdělí a bude pokračovat vždy jen v jednom směru:
| → směr Gambetta: - Place des Fêtes - Haxo | → směr Château-Landon: - Danube - Pré Saint-Gervais |

Poté se linka opět spojí a bude pokračovat na jihozápad:
- Porte des Lilas
- Saint-Fargeau
- Pelleport
- Gambetta